# Hijack (série télévisée)
Pour les articles homonymes, voir Hijack.
Hijack ou Détournement au Québec est une série télévisée britannique créée par George Kay et Jim Field Smith, diffusée depuis le 28 juin 2023 sur Apple TV+.

## Synopsis
Sam Nelson, négociateur reconnu dans le milieu des affaires, voit son vol KA29, entre Dubaï et Londres détourné par des pirates de l'air. Alors que les autorités tentent de mettre un terme au détournement, Sam prend l'initiative risquée de les court-circuiter et de négocier directement avec le chef des pirates pour sauver les passagers.

## Distribution

### Acteurs principaux
- Idris Elba (VF : Frantz Confiac) : Sam Nelson
- Neil Maskell (VF : Gilduin Tissier) : Stuart Atterton, chef des pirates de l'air
- Eve Myles (VF : Jessie Lambotte) : Alice Sinclair, contrôleuse aérienne
- Christine Adams (VF : Fily Keita) : Marsha Smith-Nelson, ex-épouse de Sam
- Max Beesley (VF : Xavier Béja) : inspecteur Daniel O'Farrell, amant de Marsha
- Ben Miles (VF : Constantin Pappas) : commandant Robin Allen, pilote du vol KA-29
- Kate Phillips (VF : Aurélie Vigent) : Colette Fisher, hôtesse de l'air
- Archie Panjabi (VF : Céline Melloul) : inspectrice Zahra Gahfoor de la cellule anti-terroriste de la police britannique.

### Acteurs récurrents
- Zora Bishop (VF : Antonella Colapietro) : Deevia Khan
- Jasper Britton (en) (VF : Philippe Catoire) : Marcus
- Aimée Kelly (VF : Anne Levallois) : Jamie Constantinou
- Jack McMullen (VF : Julien Mior) : Lewis
- Holly Aird (en) : Amanda
- Justin Salinger (VF : Laurent Morteau) : Alec
- Harry Michell (VF : Anatole de Bodinat) : Hugo
- Mohamed Elsandel : Jaden
- Jeremy Ang Jones (VF : Jonathan Dos Santos) : Arthur
- Fatima Adoum : Rashida
- Gretchen Egolf : Adelaide
- Antonia Salib : Neela Leesha
- Nebras Jamali : Nasir
- James Burrows (VF : Nicolas Helpiquet) : Jonty
- Paul Hickey (VF : Bernard Lanneau) : Gary
- Marcus Garvey (VF : Emmanuel Lemire) : David Miller
- Chantelle Alle : Kacey
- Jack Parry-Jones : Kelvin
- Camilla Beeput (en) (VF : Adeline Germaneau) : Heidi
- Hattie Morahan (VF : Juliette Degenne) : Louise
- Sebastian Jessen (VF : Françoua Garrigues) : Jens

 Source et légende : version française (VF) sur RS Doublage

## Production
Le 31 janvier 2024, la série est renouvelée pour une deuxième saison.

## Épisodes

### Première saison (2023)
1. Dernier Appel (Final Call)
2. Trois Degrés (3 Degrees)
3. Trou de mémoire (Draw a Blank)
4. Sans réponse (Not Responding)
5. Moins d'une heure (Less Than an Hour)
6. Obtempérez calmement (Comply Slowly)
7. Accrochez-vous (Brace Brace Brace)

### Deuxième saison (2024)
Elle est prévue pour 2024 ou 2025.